# Chiesa dell'Ascensione di Nostro Signore Gesù Cristo
La chiesa dell'Ascensione di Nostro Signore Gesù Cristo è un luogo di culto cattolico che si trova in via Giovanni da Empoli a Firenze.

## Storia
La chiesa fu edificata ad uso della comunità di fedeli già costituita in parrocchia nel 1971, per volontà dell'allora Arcivescovo di Firenze, Cardinale Ermenegildo Florit, sotto la guida del primo parroco Don Giuseppe Padovani; l'edificio fu realizzato su progetto degli architetti Lando Bartoli e Velio Mazzei nell'area di grande sviluppo urbano a nord-ovest della città, fra il Mugnone, il Terzolle e la rete ferroviaria.
I lavori ebbero inizio il 12 aprile 1975 con la simbolica posa della prima pietra; la quale pietra, di cm 30x13x14, che era stata tolta dalla catacomba di San Pietro in Roma e donata da Papa Paolo VI, fu poi successivamente incastonata a vista in uno dei muri del presbiterio ove si trova tuttora.
L'edificio fu inaugurato il 21 ottobre 1978. Il luogo di culto dedicato all'Ascensione del Signore fu quindi consacrato il 5 maggio 1979 da parte del nuovo Arcivescovo di Firenze, il Cardinale Giovanni Benelli; sarà questa l'unica chiesa da lui consacrata in Firenze.

## Descrizione

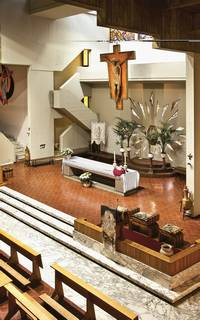
Area del presbiterio

La chiesa si presenta come un'unica aula con il presbiterio collocato lateralmente rispetto all'ingresso, alla destra di chi entra. Sotto l'altar maggiore sono poste le reliquie di San Giovanni Gualberto, Sant’Antonino Pierozzi, San Filippo Neri, San Luigi Gonzaga, Santa Maria Maddalena de’ Pazzi, San Giovanni Bosco. Sospeso sopra di esso campeggia invece il maestoso Crocifisso di Umberto Bartoli, del 1979.
È presente una cappella feriale, separata dal resto dell'aula da una vetrata policroma mobile, in cui sono conservate opere d'arte antiche quali una Madonna del Rosario del '600 e un Crocifisso ligneo del '700.
Caratteristica è l'ampia balconata ove, oltre ad ulteriori panche per i fedeli, si trovano gli stalli per la corale parrocchiale e una cappella oggi dedicata a San Pio da Pietrelcina, anch'essa chiusa da un'ampia vetrata policroma mobile; nella cappella si trova un tabernacolo in legno del '700.
Sotto alla chiesa, ad un livello inferiore al piano stradale, sono stati costruiti ampi locali ad uso oratorio parrocchiale, fra cui il teatro, le aule del catechismo, le sale riunioni, la biblioteca parrocchiale. Alla chiesa è annessa una casa canonica ad uso del parroco.
Nel 2008 sono stati compiuti importanti lavori di riqualificazione energetica, fra cui l'installazione di un impianto fotovoltaico composto da 24 pannelli (per una superficie di 30,72 m²) con una potenza nominale di 4,08 kWp.